# سایوز تی‌ام‌ای-۴
سایوز-تی‌ام‌ای-۳ (به روسی: Союз )(به معنای اتحاد) یک مأموریت سرنشین دار سازمان ملی فضانوردی روسیه به سمت ایستگاه فضایی بین‌المللی محسوب می شود. در طول این ماموریت ۲ فضاپیمای پشتیبانی پروگرس به ایستگاه متصل شدند.

همچنین فضاپیمای این مأموریت وظیفه ارسال و بازگرداندن فضانوردان گروه اعزامی ۹ را نیز بر عهده داشت.

## خدمه مأموریت
| شماره | نام           | ملیت                | تعداد پرواز | نقش عملیاتی | تصویر |
| ۱     | گنادی پادالکا | روسیه               | ۲           | فرمانده     |       |
| ۲     | آندره کویپرس  | هلند                | ۱           | مهندس پرواز |       |
| ۳     | مایکل فینک    | ایالات متحده آمریکا | ۱           | مهندس پرواز |       |

## نگارخانه

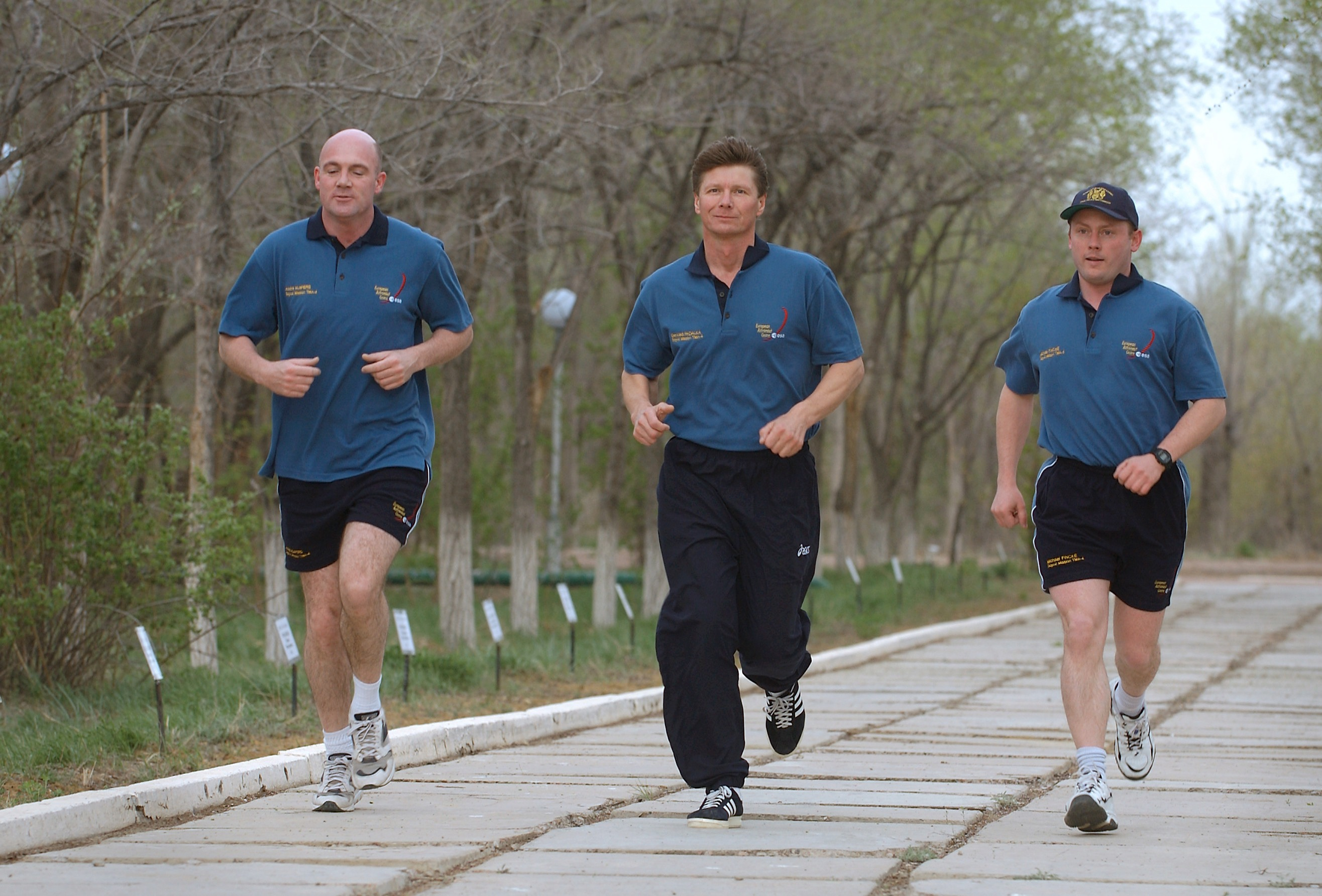
فضانوردان تی‌ام‌ای-۴
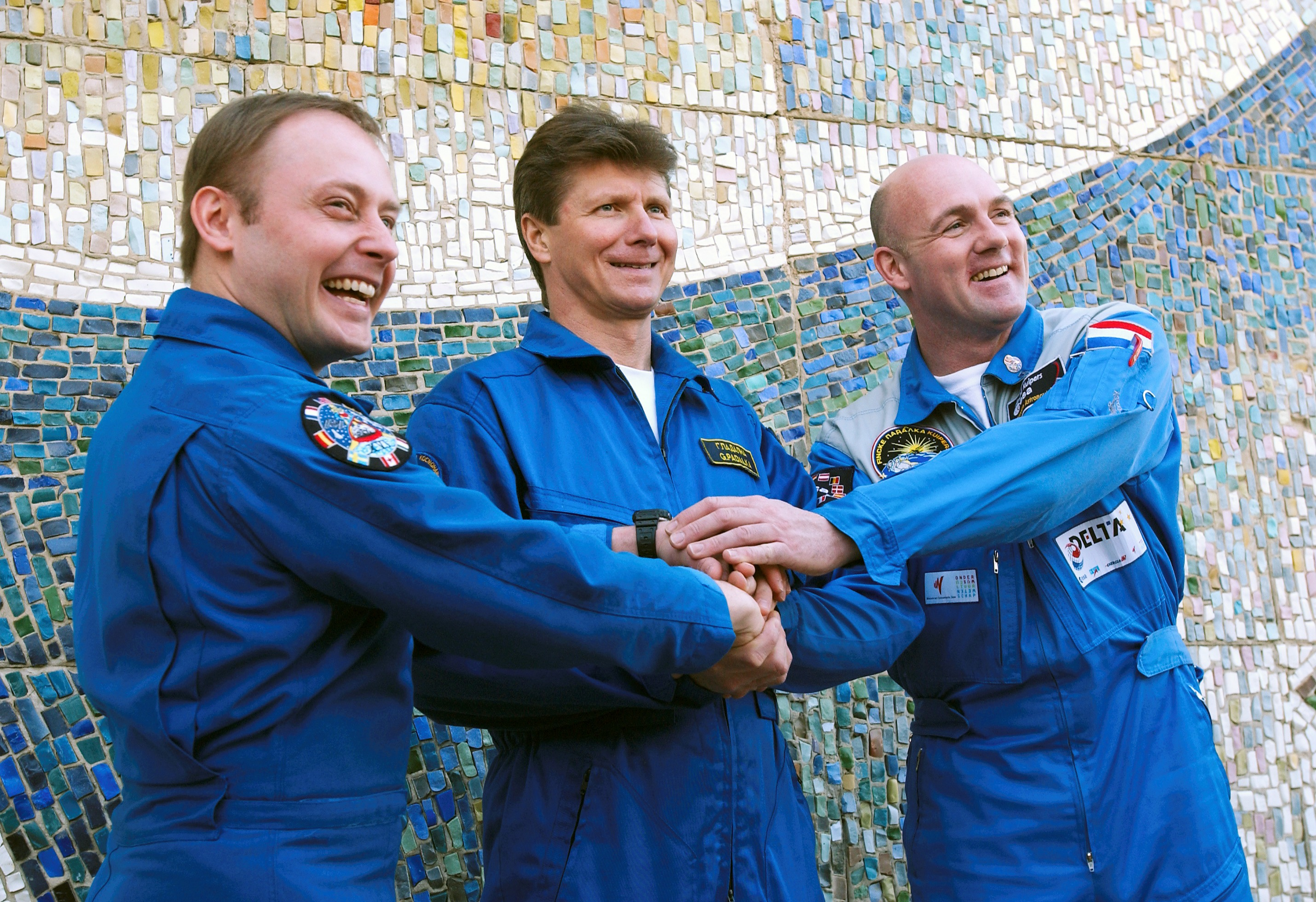
فضانوردان تی‌ام‌ای-۴
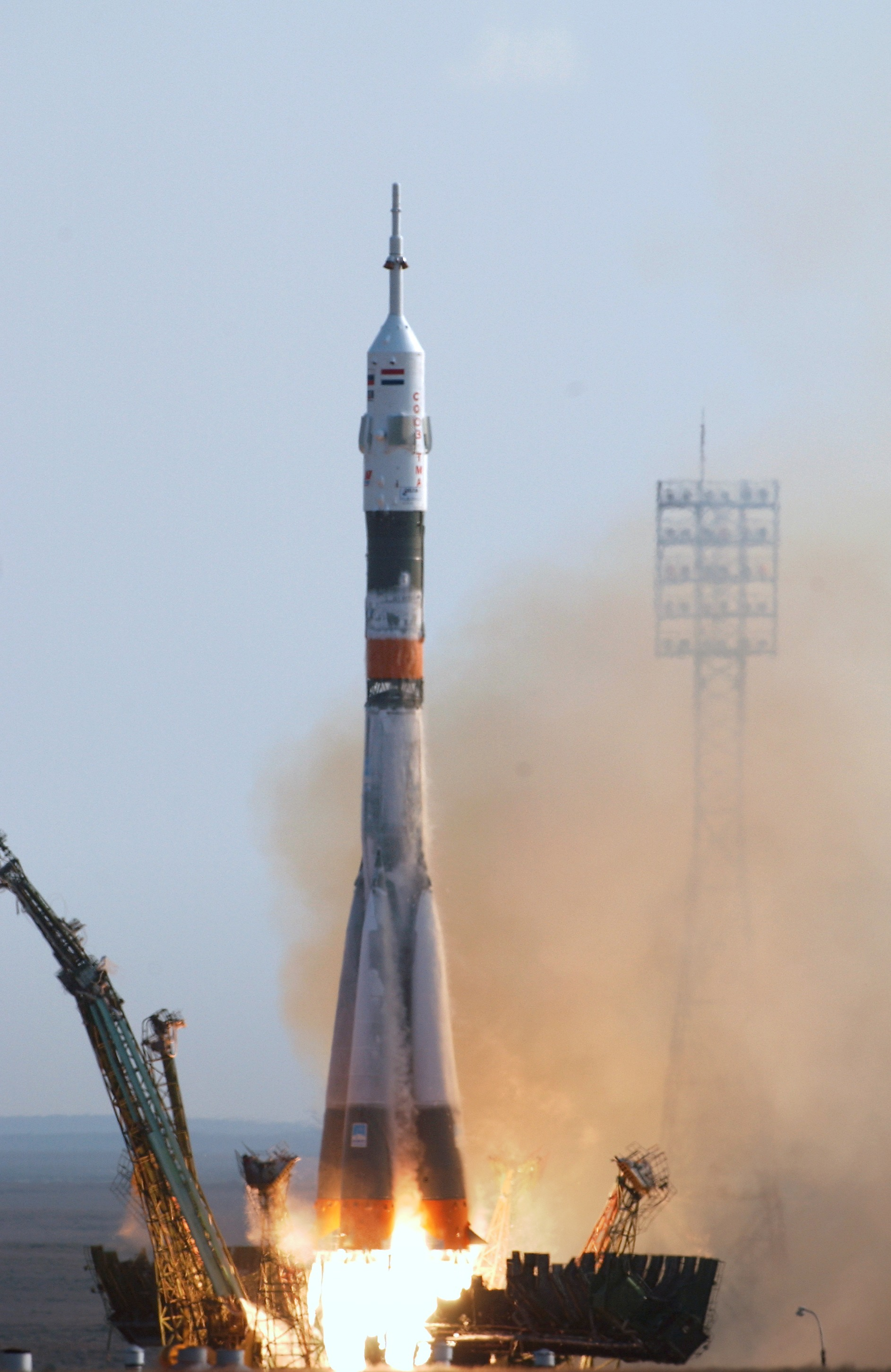
پرتاب تی‌ام‌ای-۴
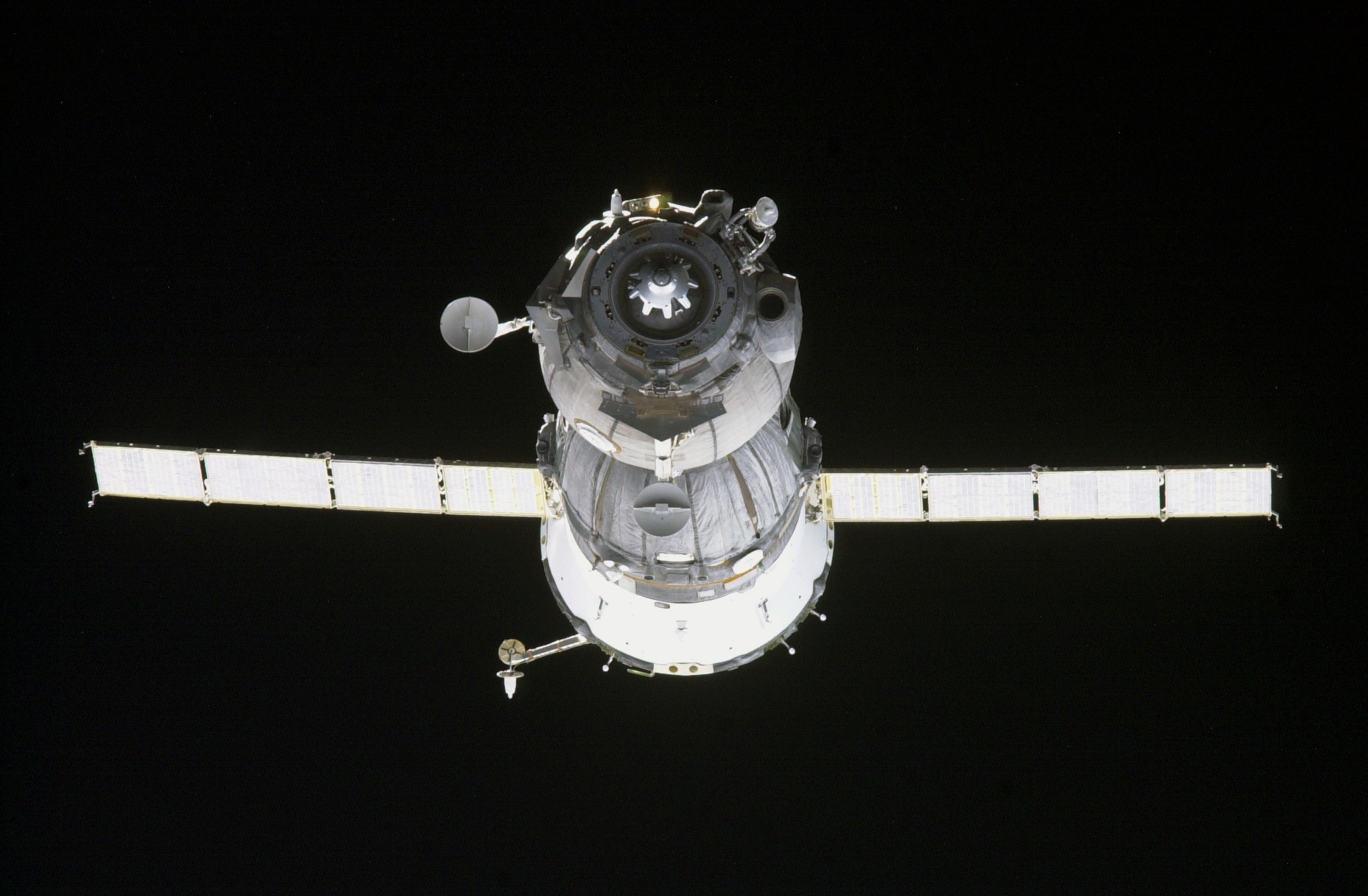
تی‌ام‌ای-۴ در تلاش برای پهلوگیری با ایستگاه